# Romeins-Aequische Oorlogen
De Romeins-Aequische Oorlogen waren een serie oorlogen tijdens de vroege expansie van Rome in Centraal-Italië. De Romeinen stootten hierdoor op hun oostelijke buren, de Aequi.
Livius vermeldt dat de laatste koning van Rome, Tarquinius Superbus, vrede sloot met de Aequi.
De Aequi vochten verschillende veldslagen tegen de Romeinen, waaronder de Slag bij Mons Algidus (458 v.Chr.). Hun kerngebied zou in ongeveer 484 v.Chr. ingenomen zijn door de Romeinen en ongeveer negentig jaar later opnieuw.
Verslagen van de gevechten tussen de Romeinen en Aequi in de tweede helft van de vijfde eeuw v.Chr. zijn veel schaarser. De Aequi waren blijkbaar gesetteld en hierdoor waren hun plundertochten verminderd.
De Aequi werden uiteindelijk onderworpen op het einde van de Tweede Samnitische Oorlog, wanneer ze echter wel een voorkeursbehandeling kregen.

## Invallen van de Aequi in 494 v.Chr.
Tijdens de periode van volksontevredenheid in Rome die leidde tot de Eerste Afscheiding van het Plebs in 494 v.Chr., namen zowel de Volsci, Sabijnen en Aequi hun wapens op tegen Rome. Om dit te kunnen weerstaan werd een dictator aangesteld. Dit was Manius Valerius Maximus. Tien legioenen werden op de been gebracht, meer dan ooit tevoren. Drie hiervan werden toegewezen aan consul Titus Veturius om met de Aequi af te rekenen.
De Aequi hadden Latium binnengevallen, en Veturius marcheerde hiernaartoe op vraag van de Latijnse bondgenoten van Rome. Dit deden ze liever dan de Latijnen toelaten zichzelf te bewapenen. Bij de aankomst van het Romeinse leger trokken de Aequiërs zich terug uit Latium naar de veiligheid van de bergen in het oosten.
Kort daarna gingen de Romeinen naar de bergen naar het Aequische kamp. De Romeinse consul wilde liever een aanval uitstellen, omdat de Aequiërs hun kamp hadden opgeslagen op een moeilijk bereikbare plaats. De Romeinse soldaten wilden echter niet wachten, omdat ze zo snel mogelijk wilden terugkeren naar Rome voor de politieke gebeurtenissen die zich daar ontwikkelden. Daarom marcheerde het Romeinse leger de heuvel op. De Aequi waren zo verbijsterd door de Romeinse moed dat ze hun kamp achterlieten en op de vlucht sloegen. Het Romeinse leger veroverde het kamp en plunderde het. De Romeinen hadden de overwinning behaald zonder bloedvergieten.

## Aanval op Rome in 488 v.Chr.
In 488 v.Chr. belegerden de Volsci onder leiding van Gaius Marcius Coriolanus en Attius Tullus Aufidius Rome. Coriolanus, oorspronkelijk een Romein, hief echter het beleg op. De Volsci keerden uiteindelijk terug om Rome opnieuw aan te vallen, en een leger van de Aequi sloot zich bij hen aan. De Aequi weigerden echter te accepteren dat Aufidius het leger leidde, en als gevolg van deze discussie gingen de twee legers uit elkaar en vochten tegen elkaar, waardoor beide van hen zo verzwakt waren dat ze niet langer een bedreiging waren voor Rome.

## Blijvende vijandigheden vanaf 485 v.Chr.
De Volsci en Aequi werden in 485 v.Chr. nog eens verslagen. Consul Quintus Fabius Vibulanus haalde zich de woede van het plebs op de hals door de buit onder te brengen bij het publicum.
In 484 v.Chr. werden de vijandigheden met de Volsci en Aequi opnieuw hernieuwd. De Romeinen onder leiding van consul Lucius Aemilius Mamercus versloegen hun vijanden, en de Romeinse cavalerie slachtte velen af in de daaropvolgende vlucht.
In 482 v.Chr. namen de Aequi opnieuw de wapens op. In 481 v.Chr. belegerden ze het Latijnse dorp Ortona, en de Romeinen lichtten een leger en plaatsten het onder leiding van consul Caeso Fabius Vibulanus. Het kwam tot een veldslag en de Aequi werden door een cavaleriecharge op de vlucht gedreven. Door de ontevredenheid in het Romeinse leger, zowel tegenover de patriciërs als tegenover Fabius zelf, weigerde de Romeinse infanterie de vijanden te achtervolgen. Fabius probeerde hen nog aan te sporen het toch te doen, maar ze weigerden en keerden terug naar het kamp. Toch keerden Fabius en het leger als overwinnaar terug naar Rome.
In 479 v.Chr. werd Fabius opnieuw consul. In dat jaar vielen de Aequi opnieuw het Latijnse grondgebied binnen, en Fabius kreeg opnieuw een leger om met hen af te rekenen. Het kwam niet tot een grote veldslag, want de Aequi trokken zich terug naar hun bemuurde dorpen. Toen het nieuws hem bereikte dat de andere consul, Titus Verginius Tricostus Rutilus, bedreigd werd door de Veientes, nam Fabius zijn leger weer met zich mee om zijn collega te redden.
In 475 v.Chr. vielen de Aequi samen met de Volsci Latium binnen. De Latijnen en de Hernici verdreven hen zonder de hulp van Rome en namen hierbij veel buit.
In 471 v.Chr. vielen de Aequi opnieuw aan, net als de Volsci. Consul Titus Quinctius Capitolinus Barbatus kreeg de leiding over de Romeinse legers tegen de Aequi. Hij kon het vijandige grondgebied met succes plunderen. In tegenstelling tot zijn collega Claudius die de plebejers had beledigd en hierdoor de discipline onder zijn troepen was kwijtgeraakt, had Quinctius hier geen last van. Zijn troepen keerden zelfs terug naar Rome met veel lof voor Quinctius. Zo noemden ze hem bijvoorbeeld hun ouder.
In het jaar daarop leidde consul Lucius Valerius Potitus de Romeinse troepen opnieuw tegen de Aequi. Hij slaagde er niet in het Aequische kamp in te nemen, en plunderde daarom hun grondgebied.
Drie jaar later, in 467 v.Chr., werd consul Quinctius Fabius Vibulanus naar het grondgebied van de Aequi gestuurd. De Aequi vroegen om vrede, en er kwam inderdaad een vredesverdrag. Maar ze vielen kort daarna toch Latium binnen. In 466 v.Chr. leidde consul Quintus Servilius Priscus Structus een Romeins leger naar hun grondgebied om de oorlog verder te zetten. Maar de Romeinen werden getroffen door een epidemie waardoor ze niet meer konden vechten.
In 465 v.Chr. kreeg consul Quintus Fabius Vibulanus opnieuw de leiding tegen de Aequi. Hij probeerde hen te overtuigen om vrede te sluiten, maar ze verwierpen dit, en marcheerden op tegen Algidum. De Romeinen stuurden daarom een nieuw leger tegen de Aequi. Er volgde een slag die de Romeinen wonnen, waarop de Aequi zich terugtrokken.
De Aequi keerden echter onmiddellijk terug naar Latium en begonnen het platteland opnieuw te plunderen. Het nieuws van deze nieuwe aanval, wanneer beide consuls nog niet terug waren in de stad, zorgde voor paniek in Rome. Consul Quinctius keerde terug naar de stad, en om de bevolking te kalmeren verklaarde hij het justitium en stelde Quintus Servilius Prsicus Structus aan als praefectus urbi bij afwezigheid van de consul. Daarna vertrokken Quinctius en zijn leger opnieuw, maar ze konden de Aequi niet tot een veldslag overhalen. Hij keerde vier dagen later terug naar Rome en verklaarde dat het justitium afgesloten moest worden. Ondertussen versloeg de andere consul, Fabius, de Aequi in een hinderlaag. Hierbij kon hij alle buit die ze hadden genomen uit Latium heroveren. Hierna achtervolgde hij de Aequi tot in hun eigen grondgebied en plunderde hun landen. Daarna keerde hij terug naar Rome met veel buit en glorie.
De vijandigheden bleven voortduren in 464 v.Chr. De Aequi sloten zich aan bij het Volscische dorp Ecetra (dat al door de Romeinen bezet was) tegen Rome. De Hernici hoorden over deze alliantie, en waarschuwden Rome dat de Ecetrers in opstand waren gekomen. De Romeinen vreesden ook dat de Volscische stad Antium in opstand zou komen. Ze dachten dit omdat Antium in 468 v.Chr. verslagen was door Rome, en vele van de belangrijkste tegenstanders van hen waren gevlucht naar de Aequi en hadden met hen gevochten tegen de Romeinen. Hierna waren ze teruggekeerd naar Antium. De Romeinse consul Aulus Postumius Albus Regillensis en Spurius Furius Medullinus Fusus bevalen de belangrijkste mannen van Antium om uit te leggen hoe zij hun positie nu zagen, maar ze deden dit zonder tegenzin en gaven voldoende antwoorden, waardoor ze naar Antium mochten terugkeren.
De Aequi vielen het grondgebied van de Hernici binnen, en de Romeinse consul Furius marcheerde op tegen hen. In een eerste veldslag behaalden de Aequi de overwinning, en het Romeinse leger werd belegerd in het kamp. De Hernici zonden dit nieuws naar Rome, en de senaat verklaarde dat dit een noodsituatie was. Ze vroegen de andere consul, Postumius, om alles wat nodig was te doen om de staat te beschermen. Postumius blijf in Rome om troepen te lichten en Titus Quinctius, de vorige consul, kreeg de leiding over de nieuwe Romeinse soldaten als proconsul. De Latijnse bondgenoten, de Hernici, en Antium, kregen het bevel om ook troepen naar Rome te sturen.
De Aequi vielen het Romeinse grondgebied binnen, en moesten als ze konden Rome zelf aanvallen. De consul die nog in de stad was werd uitgezonden om met hen af te rekenen en Lucius Valerius, de consul 470 v.Chr., moest Rome beschermen. Er werd opnieuw een justitium verklaard voor enkele dagen.
Ondertussen braken de Romeinse soldaten onder consul Furius door uit hun belegerde kamp en vielen de Aequi aan. De Romeinse aanval leek eerst te slagen, maar de broer van de consul, Publius, leidde zijn soldaten te ver van de rest, en werd afgesneden en gedood. Hierdoor was de consul hem gevolgd, maar hij raakte zelf gewond en kon maar net gered worden. De Romeinen moesten zich weer terugtrekken naar hun kamp en werden opnieuw belegerd. Maar toen kwam proconsul Quinctius aan met de Latijnse en Hernicische soldaten, en hij viel het Aequische leger aan. De belegerde Romeinen vielen weer aan vanuit hun kamp. De Aequi werden beslissend verslagen.
Postumius versloeg ook de Aequi in het Romeinse grondgebied. De terugkerende legers van Quinctius en Furius sloten zich bij hem aan om de Aequi aan te vallen. Livius zegt dat in totaal 5.300 Romeinen en 6.630 Aequi sneuvelden.
De Romeinse soldaten keerden terug naar Rome. Het justitium werd beëindigd. De Latijnse en Hernicische troepen mochten terugkeren naar hun steden. Een leger van 1.000 man van Antium kwam te laat aan en werd ook teruggestuurd. Er werden festiviteiten van drie dagen ter ere van de goden gehouden.

## Opstand van de Aequi in 388 v.Chr.
In 390 v.Chr. versloeg een Gallisch leger het Romeinse leger bij de Allia en plunderde Rome. De antieke schrijvers schrijven dat in 389 v.Chr. de Etrusken, Volsci en Aequi legers op de been brachten om dit uit te buiten. Volgens Livius en Plutarchus verzamelden de Aequi hun leger bij Bolae. Maar de Romeinse dictator, Marcus Furius Camillus, had de Volsci net verslagen. Hij verraste het Aequische leger en veroverde zowel hun kamp als het dorp. Volgens Diodorus Siculus waren de Aequi eigenlijk Bolae aan het belegeren toen ze aangevallen werden door Camillus. Volgens Livius plunderde een Romeins leger het gebied van de Aequi opnieuw in 388 v.Chr., maar deze keer stootten ze niet op weerstand.